# DM (mina)
DM (ДМ) – radziecka mina przeciwtransportowa.
Mina DM miała korpus drewniany zawierający 1,2 kg trotylu. W górnej części korpusu zamocowany był elektryczny zapalnik ChWZ. Zwarcie obwodu zapalnika następowało pod wpływem wibracji wytworzonych przez przejeżdżające pojazdy mechaniczne. Z uwagi na konstrukcję zapalnika mina DM była nierozbrajalna i nieusuwalna. Miny DM były często ustawiane w połączeniu z minami przeciwpancernymi. Mina DM była stosowana bojowo przez armię DRW i Vietcong.